# Conniella apterygia
Conniella apterygia is een  straalvinnige vissensoort uit de familie van lipvissen (Labridae). De wetenschappelijke naam van de soort is voor het eerst geldig gepubliceerd in 1983 door Allen.
De soort staat op de Rode Lijst van de IUCN als Kwetsbaar, beoordelingsjaar 2008.